# Marc Burgemeister
Marc Burgemeister (* 12. Dezember 1992 in Burg bei Magdeburg) ist ein deutscher Fernseh- und Radiomoderator, Journalist, Videoproduzent und Eventmoderator.

## Leben
Marc Burgemeister legte 2011 sein Abitur am Burger Roland-Gymnasium ab. Schon während der Schulzeit schrieb er für die Schülerzeitung Artikel. 2008 begann er eine Moderatorenausbildung beim OK-Live Ensemble in Magdeburg und moderierte erste Veranstaltungen. Unmittelbar nach dem Abitur begann er bei Radio SAW in Magdeburg zu arbeiten. 2012 moderierte er dort seine erste Radiosendung.
Zwischen 2012 und 2016 studierte er Journalistik (B.A.) an der Macromedia Hochschule in Berlin. In dieser Zeit hospitierte er über ein Semester beim ZDF in verschiedenen Redaktionen. Anschließend absolvierte er sein Masterstudium an der TU Berlin in Sprache- und Kommunikationswissenschaften. Seine Masterarbeit zum Thema „Politische Sprechwirkungsforschung“ wurde 2020 publiziert.
Seit 2014 arbeitet er als freier Videojournalist und Produzent, u. a. für die Deutsche Presse-Agentur und das Auswärtige Amt. Marc Burgemeister spricht deutsch, englisch, spanisch und russisch. Er lebt in Berlin und Alicante.

## Moderationen
Zwischen 2017 und 2019 moderierte Marc Burgemeister am Wochenende auf radioSAW. Seit September 2019 arbeitet er für das MDR Fernsehen als Fernseh- und für MDR Sachsen-Anhalt als Radiomoderator. Im Radioprogramm von MDR Sachsen-Anhalt moderiert er regelmäßig den Vormittag und Nachmittag. Im MDR-Fernsehen präsentiert er seit 2022 die Sendung Unterwegs in Sachsen-Anhalt, die gleichzeitig als „#hinReisend“ auf YouTube ausgestrahlt wird. Seit September 2023 ist er Moderator in der heute-Redaktion im ZDF. Zudem steht er als Reporter für verschiedene Magazinsendungen und im Ressort Politik vor der Kamera. Weiterhin arbeitet er zudem als freier Moderator für Events.

## Tanzsport
Zwischen 1996 und 2015 war Marc Burgemeister Turniertanzsportler innerhalb des Paartanzes der Standard- und Lateinamerikanischen Tänze. Zwischen 1999 und 2005 tanzte für den TSC Blau-Gold Burg. In dieser Zeit war er durchgängig mit seiner Partnerin Landesmeister in Sachsen-Anhalt und Finalist der Deutschen Meisterschaften. Von 2005 bis 2015 tanzte er für den Ahorn-Club Berlin. In der Jugendklasse wurde er 2006 in die deutsche Nationalmannschaft aufgenommen. Zuletzt wurde er 2014 Berliner Meister.